# Eurois ingeniculata
Eurois ingeniculata là một loài bướm đêm trong họ Noctuidae.